# Айонія (Міссурі)
Айонія (англ. Ionia) — селище (англ. village) в США, в округах Бентон і Петтіс штату Міссурі. Населення — 71 особа (2020).

## Географія
Айонія розташована за координатами 38°30′13″ пн. ш. 93°19′25″ зх. д. / 38.50361° пн. ш. 93.32361° зх. д. (38.503722, -93.323534).  За даними Бюро перепису населення США в 2010 році селище мало площу 0,38 км², уся площа — суходіл.

## Демографія
Згідно з переписом 2010 року, у місті мешкало 88 осіб у 43 домогосподарствах у складі 23 родин. Густота населення становила 230 осіб/км².  Було 57 помешкань (149/км²).
Расовий склад населення:
| - 93,2 % — білих - 1,1 % — чорних або афроамериканців - 4,5 % — осіб інших рас |

До двох чи більше рас належало 1,1 %. Частка іспаномовних становила 8,0 % від усіх жителів.
За віковим діапазоном населення розподілялося таким чином: 20,5 % — особи молодші 18 років, 59,0 % — особи у віці 18—64 років, 20,5 % — особи у віці 65 років та старші. Медіана віку мешканця становила 41,7 року. На 100 осіб жіночої статі у місті припадало 100,0 чоловіків;  на 100 жінок у віці від 18 років та старших — 112,1 чоловіків також старших 18 років.
Середній дохід на одне домашнє господарство  становив 37 870 доларів США (медіана — 33 750), а середній дохід на одну сім'ю — 40 897 доларів (медіана — 34 063). За межею бідності перебувало 21,8 % осіб, у тому числі 0,0 % дітей у віці до 18 років та 0,0 % осіб у віці 65 років та старших.
Цивільне працевлаштоване населення становило 55 осіб. Основні галузі зайнятості: освіта, охорона здоров'я та соціальна допомога — 27,3 %, роздрібна торгівля — 18,2 %, виробництво — 16,4 %.